# Puerto Peñasco
Puerto Peñasco ist eine Stadt mit etwa 57.000 Einwohnern im Municipio Puerto Peñasco im mexikanischen Bundesstaat Sonora. Sie liegt am Golf von Kalifornien und lebt vom Tourismus und von der Fischerei.
Puerto Peñasco, für englischsprechende Touristen auch Rocky Point, ist ein Touristenort, wobei die meisten Touristen aus Arizona anreisen. Puerto Peñasco hat einen kleinen Flughafen. Der Bau einer Landstraße, die Puerto Peñasco mit San Luis Río Colorado und Yuma verbindet, ist seit Ende 2008 abgeschlossen.

## Weblinks

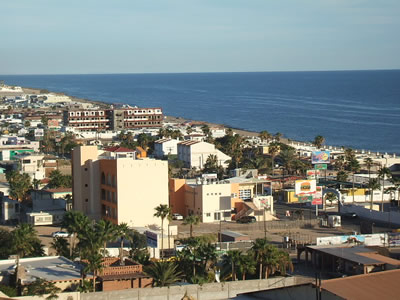
Blick über die Stadt
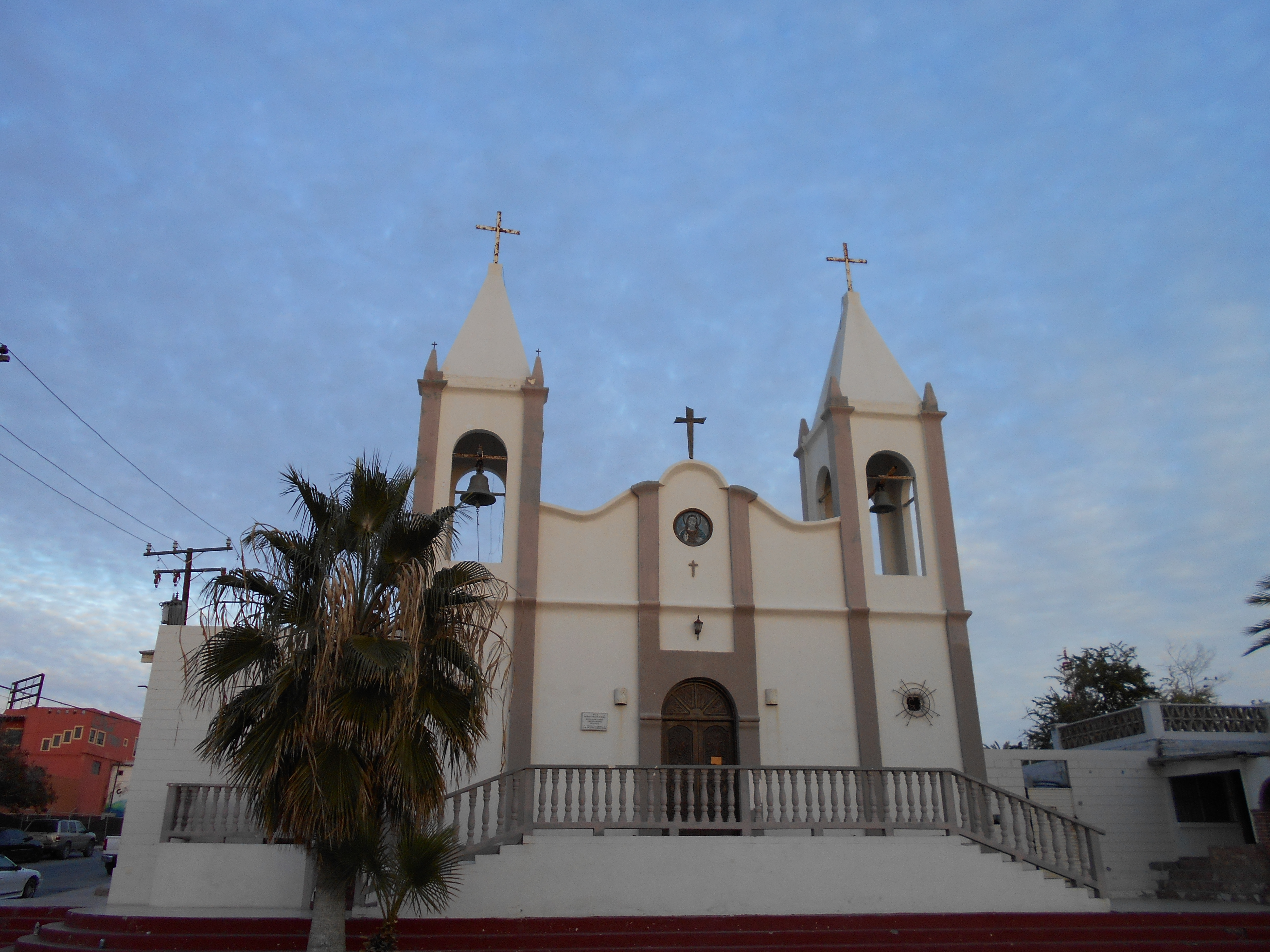
Die Kirche
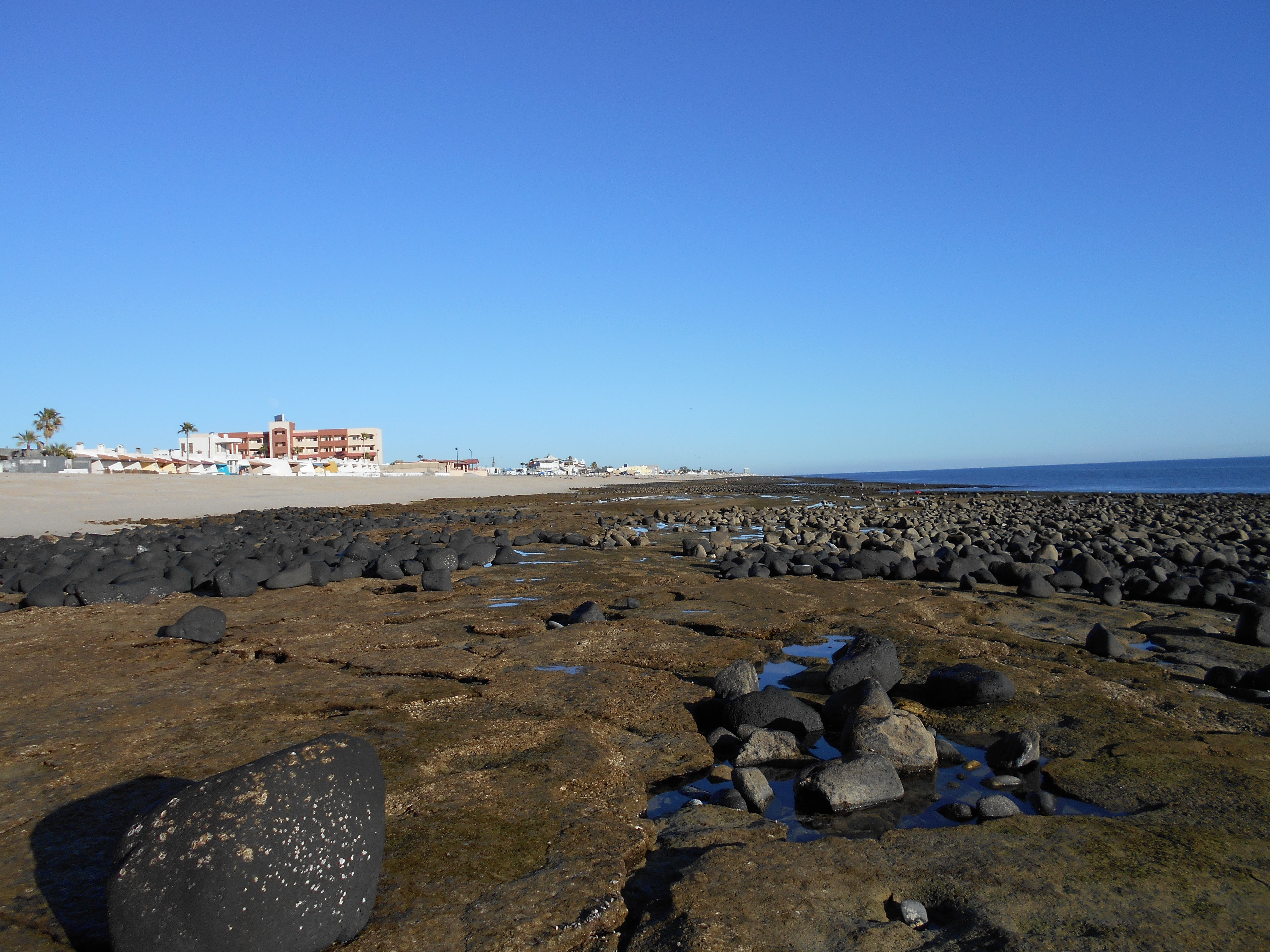
Strand bei Ebbe

## Persönlichkeiten
- Jorge Ortega  (* 1948), Fußballspieler